# Belarussische Sozialistische Hramada
Die Belarussische Sozialistische Hramada (belarussisch Беларуская Сацыялістычная Грамада Belaruskaja Sazyjalistytschnaja Hramada, deutsch Belarussischer Sozialistischer Bund) war eine sozialdemokratische Partei in Belarus, die von 1902 bis 1918 bestand. Die Hramada war die erste politische Partei in Belarus.

## Geschichte
Die Belarussische Sozialistische Hramada wurde 1902 als „Belarussische Revolutionäre Partei“ unter anderem von den Brüdern Anton und Iwan Luzkewitsch, Wazlau Iwanouski, Karus Kahanez, Alaisa Paschkewitsch, Aljaksandar Ulasau und Aljaksandar Burbis gegründet. Das Parteiprogramm der Belarussischen Sozialistischen Hramada beinhaltete die grundlegenden bürgerlich-demokratischen Forderungen wie die Abschaffung des Zarismus sowie die Beschlagnahmung des Eigentums von Landesherrn und sah eine Autonomie von Belarus innerhalb der Russischen Republik vor. Sie forderte einen Sejm in Vilnius und sollte allen ethnischen Gruppen Selbstbestimmung garantieren.
Im Jahre 1907 stellte die Partei ihre politischen Untergrundaktivitäten ein und betätigte sich vor allem im Bildungsbereich sowie bei Kulturaktivitäten. Ein inoffizielles Presseorgan der Partei war die Zeitung Nascha Niwa.
Die Belarussische Sozialistische Hramada wurde aber nach der Februarrevolution 1917 neu gegründet. Im Sommer 1917 gehörten ihr etwa 5000 Mitglieder und Sympathisanten an. Organisationen der Hramada existierten in Petrograd, Moskau, Kiew, Saratow, Kasan, Tambow, Kaluga, Odessa und Helsingfors (Helsinki). Die Hramada unterstützte die provisorische Regierung Russlands.
Im September 1917 trat ein Teil des linken Parteiflügels unter Aljaksandr Tscharwiakou aus der Petrograder Organisation der Hramada aus und gründete die Belarussische Sozialdemokratische Arbeiterpartei, die sich den Bolschewiki annäherte. Ein anderer Teil des linken Parteiflügels unter Smicjer Schylunowitsch (auch als der Dichter Zischka Hartny bekannt) setzte sich im Oktober 1917 gleichfalls für die Unterstützung der Sowjetmacht ein.
Die Mehrheit der revolutionären Mitglieder der Hramada traten der Partei der Bolschewiki bei. Nach der Oktoberrevolution sprachen sich die rechts stehenden Mitglieder der Hramada gegen die Bolschewiki aus. Die Partei zerfiel Mitte des Jahres 1918.
Im März 1918 waren Mitglieder der Hramada unter den Mitgliedern der ersten Regierung der Weißrussischen Volksrepublik, so wurde z. B. Jan Sierada der erste Präsident. Zu diesem Zeitpunkt war jedoch der größte Teile von Belarus inklusive Minsk von deutschen Truppen im Rahmen der Operation Faustschlag besetzt. Am 1. Januar 1919 wurde in Smolensk eine konkurrierende „Sozialistische Sowjetrepublik Belarus“ ausgerufen. Im Dezember 1919 trat Schilunowitsch in die Sowjetische Regierung von Belarus ein.
Im von den Bolschewiki kontrollierten Belarus hatte die Hramada keinen Einfluss mehr und war nicht einmal im Minsker Sowjet vertreten.

## Nachwirkung
Alle sozialdemokratischen Parteien im heutigen Belarus stützen sich auf Traditionen der Hramada. Von 1991 bis 2007 wurden vier Nachfolgeparteien gegründet, alle wurden spätestens 2023 von der Regierung aufgelöst: